# Bačkovík
Bačkovík és un poble i municipi d'Eslovàquia. Es troba a la regió de Košice, a l'est del país.

## Història
La primera referència escrita de la vila data del 1329.

## Demografia
| Godina             | 1994 | 2004    | 2014    | 2024 |
| ------------------ | ---- | ------- | ------- | ---- |
| Nombre de persones | 367  | 411     | 516     | 645  |
| Diferència         |      | +11,98% | +25,54% | +25% |

| Godina             | 2023 | 2024   |
| ------------------ | ---- | ------ |
| Nombre de persones | 624  | 645    |
| Diferència         |      | +3,36% |